# Campionati italiani maschili assoluti di atletica leggera 1924
I XV campionati italiani assoluti di atletica leggera si sono tenuti a Bologna, dal 21 al 22 settembre 1924. Furono assegnati ventitré titoli in altrettante discipline, tutti in ambito maschile.
Durante la manifestazione, la squadra della Società Ginnastica Gallaratese, composta da Giuseppe Tosi, Dante Bertoni, Ennio Maffiolini e Luigi Facelli, batté il record italiano della staffetta 4×400 metri con il tempo di 3'25"4/5.
Come nella precedente edizione, non si disputò la gara della maratonina, mentre il campionato italiano di maratona si corse a Firenze il 14 settembre e vide trionfare Romeo Bertini con il tempo di 3h00'38"3/5.

## Risultati

### Le gare del 20-21 settembre a Bologna
| Specialità             | Oro                                                                                       | Prestazione | Argento                                                                    | Prestazione | Bronzo                                                                           | Prestazione            |
| Corse                  |                                                                                           |             |                                                                            |             |                                                                                  |                        |
| 100 m                  | Ruggero Maregatti GS Marelli Sesto San Giovanni                                           | 10"4/5      | Pietro Pastorino AC Audace Spezia                                          | a 1 metro   | Enrico Torre Cantoni Coats Lucca                                                 | a spalla               |
| 200 m                  | Ruggero Maregatti GS Marelli Sesto San Giovanni                                           | 22"2/5      | Pietro Pastorino AC Audace Spezia                                          | a 10 cm     | Natale Oldoni Gruppo Sportivo Officine Meccaniche Milano                         | s/t                    |
| 400 m                  | Alfredo Gargiullo Società Sportiva Trionfo Ligure                                         | 50"3/5      | Ennio Maffiolini Società Ginnastica Gallaratese                            | 51"1/5      | Giuseppe Bonini Gruppo Sportivo Officine Meccaniche Milano                       | s/t                    |
| 800 m                  | Guido Cominotto La Fenice Venezia                                                         | 1'57"4/5    | Luigi Facelli Società Ginnastica Gallaratese                               | 58"4/5      | Raffaele Bertuzzi Società Ginnastica Triestina                                   | 1'58"2/5               |
| 1500 m                 | Disma Ferrario Gruppo Sportivo Officine Meccaniche Milano                                 | 4'05"0      | Giovanni Garaventa Società Sportiva Trionfo Ligure                         | 4'06"1/5    | Angelo Davoli Società Sportiva Trionfo Ligure                                    | 4'13"3/5               |
| 5000 m                 | Angelo Davoli Società Sportiva Trionfo Ligure                                             | 15'44"3/5   | Antenore Negri Sport Club Italia                                           | 16'04"2/5   | Callisto Rossi Virtus Atletica Bologna                                           | 16'35"0                |
| 10 000 m               | Carlo Speroni Società Ginnastica Pro Patria et Libertate                                  | 34'29"0     | Giuseppe Zitti Unione Sportiva Giulianova                                  | 35'06"0     | Michele Lovallo Vultur Rionero Sannitico                                         | 35'07"0                |
| 110 m hs               | Adolfo Contoli Virtus Atletica Bologna                                                    | 16"1/5      | Angelo Giustacchini Sport Club Italia                                      | 16"4/5      | Piero Borgogna Società Ginnastica Torino                                         | 17"0                   |
| 400 m hs               | Luigi Facelli Società Ginnastica Gallaratese                                              | 58"4/5      | Piero De Marzi La Fenice Venezia                                           | 59"3/5      | Carlo Scapin Polisportiva Estense                                                | s/t                    |
| 3000 m siepi           | Antenore Negri Sport Club Italia                                                          | 10'11"3/5   | Giuseppe Lippi Società Sportiva Edera Firenze                              | 10'55"00    | Ugo Fantoni Società Sportiva Edera Forlì                                         | 11'33"4/5              |
| Marcia 10 000 m        | Ugo Frigerio Società Ginnastica Pro Patria Milano                                         | 48'08"0     | Armando Valente AC Audace Spezia                                           | 48'30"0     | Luigi Vitantoni Virtus Atletica Bologna                                          | 18'47"0                |
| Staffetta 4×100 m      | La Fenice Venezia Antonio Prior Luigi Parolini Ugo Vianello Aldo Colussi                  | 44"2/5      | GS Officine Meccaniche Milano Tassio Maineri Natale Oldoni Giuseppe Bonini | a 50 cm     | Virtus Atletica Bologna De Luca Gustavo Baracchi Paolo Bogani Alberto D'Agostino | a 30 cm                |
| Staffetta 4×400 m      | Società Ginnastica Gallaratese Giuseppe Tosi Dante Bertoni Ennio Maffiolini Luigi Facelli | 3'25"4/5    | La Fenice Venezia Parolini Giuseppe Cattarossi Guido Cominotto Schiavello  | 3'26"1/5    | GS Officine Meccaniche Milano Natale Oldoni Carabelli Giuseppe Bonini Maineri    | s/t                    |
| Salti                  |                                                                                           |             |                                                                            |             |                                                                                  |                        |
| Salto in alto          | Giuseppe Palmieri Virtus Atletica Bologna                                                 | 1,80 m      | Guglielmo Barettoni AG Padova                                              | 1,80 m      | Aldo Vianello Società Ginnastica Sport Giudecca Venezia                          | 1,71 m                 |
| Salto con l'asta       | Giacinto Lambiasi Pro Lissone Ginnastica                                                  | 3,52 m      | Emilio Pagetti Sport Club Italia                                           | 3,40 m      | Adolfo Contoli Virtus Atletica Bologna                                           | 3,30 m                 |
| Salto in lungo         | Virgilio Tommasi Fondazione Bentegodi Verona                                              | 6,93 m      | Adolfo Contoli Virtus Atletica Bologna                                     | 6,45 m      | Medaglia non assegnata                                                           | Medaglia non assegnata |
| Salto in lungo         | Virgilio Tommasi Fondazione Bentegodi Verona                                              | 6,93 m      | Davide Pennati Gruppo Sportivo Officine Meccaniche Milano                  | 6,45 m      | Medaglia non assegnata                                                           | Medaglia non assegnata |
| Salto triplo           | Mario Trabucco Unione Sportiva Sestri Ponente                                             | 13,755 m    | Albino Pighi Fondazione Bentegodi Verona                                   | 13,190 m    | Enrico Torre Cantoni Coats Lucca                                                 | 12,570 m               |
| Lanci                  |                                                                                           |             |                                                                            |             |                                                                                  |                        |
| Getto del peso         | Albino Pighi Fondazione Bentegodi Verona                                                  | 13,305 m    | Camillo Zemi Società Ginnastica Stradellina                                | 12,305 m    | Bruno De Lorenzi Virtus Atletica Bologna                                         | 11,605 m               |
| Lancio del disco       | Albino Pighi Fondazione Bentegodi Verona                                                  | 41,24 m     | Arturo Longo Spes Mestre                                                   | 37,33 m     | Camillo Zemi Società Ginnastica Stradellina                                      | 36,95 m                |
| Lancio del martello    | Camillo Zemi Società Ginnastica Stradellina                                               | 41,615 m    | Armando Poggioli Società Ginnastica Panaro Modena                          | 40,155 m    | Medaglia non assegnata                                                           | Medaglia non assegnata |
| Lancio del giavellotto | Carlo Clemente Società Educazione Fisica Torres                                           | 55,50 m     | Giuseppe Palmieri Virtus Atletica Bologna                                  | 50,39 m     | Raniero Laghi Forti e Liberi Forlì                                               | 46,84 m                |
| Prove multiple         |                                                                                           |             |                                                                            |             |                                                                                  |                        |
| Pentathlon             | Adolfo Contoli Virtus Atletica Bologna                                                    | 9 p.        | Giacomo Carlini Unione Sportiva Rivarolese                                 | 11 p.       | Ermete Alfieri Virtus Atletica Bologna                                           | 12 p.                  |
| Decathlon              | Luigi Binda Società Ginnastica Pro Patria et Libertate                                    | 5301,820 p. | Giacomo Muzzi Sempre Avanti Bologna                                        | n/d         | Raniero Laghi Forti e Liberi Forlì                                               | n/d                    |

### La corsa campestre del 2 marzo a Stupinigi
| Specialità              | Oro                                           | Prestazione | Argento                                                    | Prestazione | Bronzo                                                   | Prestazione |
| Corsa campestre (10 km) | Angelo Davoli Società Sportiva Trionfo Ligure | 34'12"      | Giovanni Amerio Società Ginnastica Pro Patria et Libertate | 34'28"      | Carlo Speroni Società Ginnastica Pro Patria et Libertate | 34'38"      |

### Le maratone di corsa e marcia del 14 settembre a Firenze
| Specialità                     | Oro                                        | Prestazione | Argento                                | Prestazione | Bronzo                                       | Prestazione |
| Maratona                       | Romeo Bertini Sport Club Agamennone Milano | 3h00'38"3/5 | Aldo Agnoletti Club Ciclistico Udinese | 3h06'20"4/5 | Ferdinando Toschi Gruppo Sportivo Aldo Finzi | 3h15'37"3/5 |
| Maratona di marcia (42,750 km) | Donato Pavesi Sport Club Italia            | 4h09'45"4/5 | Giovanni Brunelli Agamennone Milano    | 4h15'40"0   | Carlo Giani Unione Sportiva Lombarda         | 4h19'00"4/5 |